# Miopanesthia stenotarsis
Miopanesthia stenotarsis är en kackerlacksart som beskrevs av Henri Saussure 1895. Miopanesthia stenotarsis ingår i släktet Miopanesthia och familjen jättekackerlackor. Inga underarter finns listade i Catalogue of Life.